# Julian Faye Lund
Julian Faye Lund (Oslo, 1999. május 20. –) norvég korosztályos válogatott labdarúgó, a Bodø/Glimt kapusa.

## Pályafutása

### Klubcsapatokban
Lund a norvég fővárosban, Osloban született. Az ifjúsági pályafutását az Oppsal csapatában kezdte, majd a Rosenborg akadémiájánál folytatta.
2014-ben mutatkozott be az Oppsal felnőtt csapatában. 2015-ben az első osztályban szereplő Rosenborghoz igazolt. A következő szezonokban kölcsönben szerepelt a másodosztályú Levanger és HamKam, illetve az első osztályú Mjøndalen csapataiban is. A Rosenborg színeiben először 2020. július 5-én, a Stabæk ellen 3–0-ra megnyert mérkőzésen lépett pályára.
2022. augusztus 1-jén a Bodø/Glimthez szerződött.

### A válogatottban
Lund az U15-östől az U21-esig a legtöbb korosztályban képviselte Norvégiát.
2018-ban debütált a norvég U21-es válogatottban. Először 2018. november 20-án, Törökország ellen 3–2-re megnyert barátságos mérkőzésen lépett pályára.

## Statisztikák
2023. június 28. szerint
| Klub                   | Szezon   | Osztály     | Bajnokság | Bajnokság | Kupa  | Kupa | Nemzetközi | Nemzetközi | Összesen | Összesen |
| Klub                   | Szezon   | Osztály     | Meccs     | Gól       | Meccs | Gól  | Meccs      | Gól        | Meccs    | Gól      |
| ---------------------- | -------- | ----------- | --------- | --------- | ----- | ---- | ---------- | ---------- | -------- | -------- |
| Oppsal                 | 2014     | 3. divisjon | 1         | 0         | —     | —    | —          | —          | 1        | 0        |
| Oppsal                 | 2015     | 3. divisjon | 4         | 0         | —     | —    | —          | —          | 4        | 0        |
| Oppsal                 | Összesen | Összesen    | 5         | 0         | 0     | 0    | 0          | 0          | 5        | 0        |
| Levanger (kölcsönben)  | 2017     | OBOS-ligaen | 27        | 0         | 0     | 0    | —          | —          | 27       | 0        |
| Levanger (kölcsönben)  | 2018     | OBOS-ligaen | 28        | 0         | 0     | 0    | —          | —          | 28       | 0        |
| Levanger (kölcsönben)  | Összesen | Összesen    | 55        | 0         | 0     | 0    | 0          | 0          | 55       | 0        |
| Mjøndalen (kölcsönben) | 2019     | Eliteserien | 25        | 0         | 3     | 0    | —          | —          | 28       | 0        |
| Rosenborg              | 2020     | Eliteserien | 12        | 0         | —     | —    | 1          | 0          | 13       | 0        |
| Rosenborg              | 2021     | Eliteserien | 5         | 0         | 0     | 0    | —          | —          | 5        | 0        |
| Rosenborg              | Összesen | Összesen    | 17        | 0         | 0     | 0    | 1          | 0          | 18       | 0        |
| HamKam (kölcsönben)    | 2021     | OBOS-ligaen | 13        | 0         | 0     | 0    | —          | —          | 13       | 0        |
| Bodø/Glimt             | 2022     | Eliteserien | 4         | 0         | 0     | 0    | 1          | 0          | 5        | 0        |
| Bodø/Glimt             | 2023     | Eliteserien | 0         | 0         | 3     | 0    | 2          | 0          | 5        | 0        |
| Bodø/Glimt             | Összesen | Összesen    | 4         | 0         | 3     | 0    | 3          | 0          | 10       | 0        |
| Összesen               | Összesen | Összesen    | 119       | 0         | 6     | 0    | 4          | 0          | 129      | 0        |

## Sikerei, díjai
Bodø/Glimt
- Eliteserien
  - Ezüstérmes (1): 2022

## Fordítás
Ez a szócikk részben vagy egészben  a   Julian Faye Lund című angol Wikipédia-szócikk fordításán alapul.  Az eredeti cikk szerkesztőit annak laptörténete sorolja fel. Ez a jelzés csupán a megfogalmazás eredetét és a szerzői jogokat jelzi, nem szolgál a cikkben szereplő információk forrásmegjelöléseként.